# Brevilacqua
Brevilacqua
 (in croato Privlaka) è un comune della Croazia di 2 253 abitanti della regione zaratina, in Croazia.

## Località
Il comune di Brevilacqua non è suddiviso in frazioni.